# Sadistic Dance
Albums de Hangry & Angry
Kill Me Kiss Me
Singles
Sadistic Dance est le premier album du groupe de rock japonais Hangry & Angry, sorti le 18 novembre 2009 au Japon sur le label zetima, et en Europe sur le label Gan-Shin, un an après leur mini-album Kill Me Kiss Me. Il contient en bonus une reprise en version rock du titre The Peace!, que les deux chanteuses avaient interprété en 2001 lorsqu'elles étaient membres des Morning Musume. Une édition limitée de l'album sort aussi avec un DVD bonus. 

## Titres du CD
1. Mr. Monkey
2. Top Secret
3. Sadistic Dance
4. Lady Madonna
5. Doubt
6. Angelia (crash berlin version)
7. Shake Me
8. Kill Me Kiss Me (crash berlin version)
9. GIZA GIZA (crash berlin version)
10. The☆Peace! (H&A Death Tracks) (Bonus Track)

## Titres du DVD (édition limitée)
1. Top Secret
2. Kill Me Kiss Me